# Chrosiothes jamaicensis
Chrosiothes jamaicensis är en spindelart som beskrevs av Claude Lévi 1964. Chrosiothes jamaicensis ingår i släktet Chrosiothes och familjen klotspindlar. Inga underarter finns listade i Catalogue of Life.